# Torbjörn Klingvall
Ulf Torbjörn Klingvall, född 30 maj 1955 i Jukkasjärvi, Norrbottens län, är en svensk före detta handbollsspelare och handbollstränare. Han var förbundskapten för Sveriges damlandslag 2012-2013.

## Klubbar som spelare
- Kiruna BK (–1976)
- HK Drott (1976–1982)
- GF Kroppskultur (1982–1984)
- IK Heim (1985–1986)

## Tränaruppdrag
- GF Kroppskulturs farmarlag, herrar (1982–1984)
- IFK Malmö (1984–1985)
- Västra Frölunda IF (1985–1986)
- IF Urædd (1987–1989)
- GF Kroppskultur (1989–1991)
- Sandefjord TIF (1993–1997)
- Kragerø IF (1997–2000)
- Herøya IF (rådgivare, 2000–2002)
- Sverige U, födda 1992–93 (2006–2012)
- Gjerpen IF, damer (2008–2011)
- SK Falk, herrar (2011–2016)
- Sverige, damer (2012–2013)
- Nøtterøy Håndball (2016–)